# Israel Lobby and U.S. Foreign Policy
The Israel Lobby and U.S. Foreign Policy (zkráceně Israel Lobby, česky vyšlo pod názvem Izraelská lobby a americká zahraniční politika) je název odborné práce Johna Mearsheimera a Stephena Walta. John Mearsheimer je profesor na University of Chicago a známý teoretik mezinárodních vztahů. Stephen M. Walt je profesor mezinárodních vztahů na Kennedy School of Government při Harvardově univerzitě. Izraelská lobby a zahraniční politika USA byla poprvé vydána roku 2002 a do roku 2007 zaznamenala několik úprav a verzí. Nejnovější verze byla vydána v září 2007 nakladatelstvím Farrar, Straus and Giroux a podle žebříčku New York Times Best Seller patří mezi bestsellery.

## Obsah
Hlavní tvrzení práce Izraelská lobby a zahraniční politika USA je, že „Spojené státy byly ochotny nebrat zřetel na vlastní bezpečnost, aby podpořily zájmy jiného státu (Izraele)“. Blízkovýchodní politika Spojených států byla a stále je řízena primárně domácími politiky, zejména „Izraelskou lobby,“ kterou autoři definují jako „volnou koalici jedinců a organizací, které aktivně pracují na tom, aby mohly řídit zahraniční politiku Spojených států v pro-izraelském směru.“
Mearsheimer a Walt poznamenávají, že jádro této lobby jsou „američtí Židé, kteří ve svých každodenních životech vyvíjejí značné úsilí pro uzpůsobení zahraniční politiky Spojených států tak, aby zvýhodňovala zájmy Izraele.“ Poznamenávají, že „ne všichni američtí Židé jsou součástí této lobby“ a taktéž že se tito američtí Židé nemusejí vždy shodovat na specifické izraelské politice.

## VydáníThe Israel Lobby
Původně byla tato teze vypracována v roce 2002 pro The Atlantic Monthly, který ji následně odmítl. Během roku 2006 začala práce být k dispozici ke stažení na stránkách Kennedy School of Government. V dubnu ji recenzoval časopis London Review of Books. V politickém periodiku The Nation rozebral Philip Weiss pozadí vzniku The Israel Lobby and U.S. Foreign Policy. Třetí revidovaná verze vyšla v podzimním vydání Middle East Policy roku 2006 a zahrnovala reakce na některé kritiky. Autoři v ní prohlásili, že „tato revidovaná verze se nicméně neodchyluje od původní práce, co se týče jejích základních tvrzení.“

### The Israel Lobbyjako dokument
Na základě práce vznikl v dubnu 2007 asi 50minutový holandský dokument The Israel Lobby – The Influence of AIPAC on U.S. Foreign Policy (Izraelská lobby – vliv organizace AIPAC na zahraniční politiku Spojených států), který je pod AmericanFreePress.net dostupný na internetu ke stažení. V něm Mearsheimer jako jeden z mnoha respondentů říká: 
| „                  | Spojené státy podporují Izrael rozličnými způsoby. Dáváme mu veškerou vojenskou a ekonomickou podporu, zhruba 3 mld dolarů ročně. Izrael, naproti tomu, je relativně bohatá země dostává více zahraniční pomoci, než jakákoli jiná země na světě. My (Spojené státy) v OSN po celou dobu vetujeme rezoluce, které jsou k Izraeli kritická. | “ |
| — John Mearsheimer | |   |

Krátce po vydání Izraelské loby se autoři setkali i s negativními reakcemi – asi nejsymptomatičtější byl článek z významného deníku The Washington Post z 6. dubna 2006, napsaný Eliotem Cohenem, členem vlivného think-tanku Projekt pro nové americké století, ve kterém autory označil za antisemity a dokonce nepřímo naznačil, že by mohli být rasisté.
27. srpna 2007 byla Izraelská lobby a zahraniční politika USA vydána jako kniha. Vlastní knihou na ni kriticky odpověděl Abraham Foxman.

### Audiovizuální dokumenty
- The Israel lobby - The influence of AIPAC on US Foreign Policy – holandský dokument, ve kterém kromě Mearsheimera a Walta dostávají slovo významní lidé z oblasti zahraniční politiky USA a někteří američtí židé